# Lantana depressa
Lantana depressa là một loài thực vật có hoa trong họ Cỏ roi ngựa. Loài này được Small mô tả khoa học đầu tiên năm 1905.